# Tomasz Dąmbski (zm. 1748)
Tomasz Dąmbski z Lubrańca herbu Godziemba (zm. w 1748 roku) – chorąży inowrocławski w latach 1738-1743, chorąży kowalski w latach 1727-1738, skarbnik inowrocławski w latach 1717-1727.
Poseł województwa chełmińskiego na sejm 1730 roku i sejm zwyczajny pacyfikacyjny 1735 roku. Jako poseł na sejm konwokacyjny 1733 roku z województwa chełmińskiego był członkiem konfederacji generalnej zawiązanej 27 kwietnia 1733 roku na tym sejmie. 
Jako deputat i poseł na sejm elekcyjny z województwa brzeskokujawskiego podpisał pacta conventa Stanisława Leszczyńskiego w 1733 roku. Konsyliarz i delegat województwa brzeskokujawskiego w konfederacji dzikowskiej w 1734 roku.